# Vireo nelsoni
Vireo nelsoni là một loài chim trong họ Vireonidae.